# Yacolt
Yacolt az Amerikai Egyesült Államok északnyugati részén, Washington állam Clark megyéjében elhelyezkedő város. A 2010. évi népszámlálási adatok alapján 1566 lakosa van.
A település neve a klickitat indiánok „Yahkohtl” szavából ered, melynek jelentése „kísértetjára hely” vagy „a (gonosz) lelkek lakhelye”; egy másik elnevezés „az elveszett gyermekek völgye”. 1902 szeptemberében a helység leégett. Yacolt 1908. július 31-én kapott városi rangot.

## Éghajlat
A város éghajlata mediterrán (a Köppen-skála szerint Csb).
| Hónap                         | Jan.  | Feb.  | Már. | Ápr. | Máj. | Jún. | Júl. | Aug. | Szep. | Okt. | Nov.  | Dec.  | Év    |
| ----------------------------- | ----- | ----- | ---- | ---- | ---- | ---- | ---- | ---- | ----- | ---- | ----- | ----- | ----- |
| Rekord max. hőmérséklet (°C)  | 20,0  | 23,3  | 26,7 | 32,8 | 38,3 | 37,8 | 41,7 | 40,6 | 40,6  | 33,9 | 22,2  | 18,3  | 41,7  |
| Átlagos max. hőmérséklet (°C) | 8,3   | 10,6  | 13,3 | 15,6 | 18,9 | 21,7 | 25,6 | 26,1 | 23,9  | 17,2 | 11,1  | 7,2   | 16,7  |
| Átlagos min. hőmérséklet (°C) | 0,6   | 0,6   | 2,2  | 3,9  | 6,7  | 8,9  | 10,6 | 10,6 | 7,8   | 4,4  | 2,8   | 0,0   | 5,0   |
| Rekord min. hőmérséklet (°C)  | −23,9 | −22,8 | −8,9 | −6,1 | −3,3 | 0,0  | 1,1  | 2,2  | −3,3  | −7,2 | −15,6 | −18,3 | −23,9 |
| Átl. csapadékmennyiség (mm)   | 183   | 142   | 141  | 110  | 87   | 64   | 22   | 24   | 57    | 112  | 207   | 192   | 1341  |
| Forrás: The Weather Channel   |       |       |      |      |      |      |      |      |       |      |       |       |       |

## Népesség
A 2010-es népszámláláskor a városnak 1566 lakója, 454 háztartása és 384 családja volt. A népsűrűség 1051 fő/km2. A lakóegységek száma 484, sűrűségük 324,8 db/km2. A lakosok 95,8%-a fehér, 0,5%-a afroamerikai, 1,1%-a indián, 0,4%-a ázsiai,  0,2%-a egyéb, 2%-a pedig kettő vagy több etnikumú. 
A háztartások 55,3%-ában élt 18 évnél fiatalabb. 68,3% házas, 8,4% egyedülálló nő, 7,9% egyedülálló férfi, 15,4% pedig nem család. 10,8% egyedül élt; 3,7%-uk 65 éves vagy idősebb. Egy háztartásban átlagosan 3,45 személy élt; a családok átlagmérete 3,68 fő.
A medián életkor 25 év volt. A város lakóinak 38,6%-a 18 évesnél fiatalabb, 11,4% 18 és 24 év közötti, 27,9%-uk 25 és 44 év közötti, 17%-uk 45 és 64 év közötti, 5%-uk pedig 65 éves vagy idősebb. A lakosok 50,9%-a férfi, 49,1%-a pedig nő.

## Nevezetes személy
- Tonya Harding, műkorcsolyázó[13]

## Fordítás
- Ez a szócikk részben vagy egészben  a   Yacolt, Washington című angol Wikipédia-szócikk ezen változatának fordításán alapul.  Az eredeti cikk szerkesztőit annak laptörténete sorolja fel. Ez a jelzés csupán a megfogalmazás eredetét és a szerzői jogokat jelzi, nem szolgál a cikkben szereplő információk forrásmegjelöléseként.